# Rumänien i olympiska sommarspelen 1952
Rumänien deltog med 114 deltagare vid de olympiska sommarspelen 1952 i Helsingfors. Totalt vann de en guldmedalj, en silvermedalj och två bronsmedaljer.

## Medaljer

### Guld
- Iosif Sîrbu - Skytte.

### Silver
- Vasile Tiţǎ - Boxning, mellanvikt.

### Brons
- Gheorghe Fiat - Boxning, lättvikt.
- Gheorghe Lichiardopol - Skytte.